# Hypersypnoides heinrichi
Hypersypnoides heinrichi är en fjärilsart som beskrevs av François Louis Nompar de Caumont de Laporte 1979. Hypersypnoides heinrichi ingår i släktet Hypersypnoides och familjen nattflyn. Inga underarter finns listade i Catalogue of Life.